# Coetaneidad
Coetaneidad (del lat. coaetanĕus) es la condición a través de la cual dos o más sujetos u objetos tienen la misma edad, o que, cumpliendo o no la premisa anterior, coinciden en una misma época. Al grupo de sujetos coetáneos se le conoce formalmente como grupo etario, y coloquialmente como generación, y contemporáneos, en el segundo. 

## Ciencias
En la estadística aplicada a diversas ciencias, la coetaneidad tradicionalmente ha sido considerada una de las variables clásicas del análisis multivariante, junto a las características físicas (como el peso, tamaño y el género, en caso de seres vivos) y la procedencia de los sujetos de estudio. Generalmente, en estudios científicos la coetaneidad se considera una variable de estratificación y es controlada más como una variable moduladora que como un mediador directo de un fenómeno en particular. Una excepción notable a ello, sin embargo, son los estudios del área médica que correlacionan la incidencia de ciertas enfermedades con ciertos grupos etarios, determinando con ello los grupos de riesgo de tales enfermedades, permitiendo así el diseño efectivo de campañas preventivas.